# Európai Befektetéselemzők Egyesületeinek Nemzetközi Szövetsége
Az Európai Befektetéselemzők Egyesületeinek Nemzetközi Szövetsége, vagy ismert angol rövidítése alapján az EFFAS, a befektetési elemzőket tömörítő nemzeti és regionális szakmai szövetségek ernyőszervezete.
Az Európai Befektetéselemzők Egyesületeinek Nemzetközi Szövetségének 24 tagszervezete van, akik 14.000 minősített befektetési szakembert képviselnek Európában. Az EFFAS-t 1962-ben alapították, a központja Frankfurt am Mainban található. Az EFFAS fő döntéshozó szerve a közgyűlés, a hétköznapokban pedig a közgyűlés elnöke, alelnöke és az elnökség képviselik a szervezetet.
Az EFFAS egyik célja, hogy tagjai és tagszervezetei között kommunikációs és kapcsolatépítési hálózatként működjön. Az EFFAS bejegyzett szakmai érdekvédelmi szervezetként részt vesz az Európai Unió pénzügyi, szakképzési és etikai előírásainak véleményezésében. Az EFFAS máscik célja, hogy az CIIA minősített befektetési szakember oklevéllel és oktatási programmal hozzájáruljon a befektetési szakmai színvonalú európai tananyagainak és képesítési feltételei megteremtésének.
Az EFFAS magyar tagszervezete 1992 óta a Magyar Tőkepiaci Szakemberek Egyesülete.

## Külső hivatkozások
- Az EFFAS hivatalos honlapja
- A Magyar Tőkepiaci Szakemberek Egyesülete hivatalos honlapja